# Castagnaccio

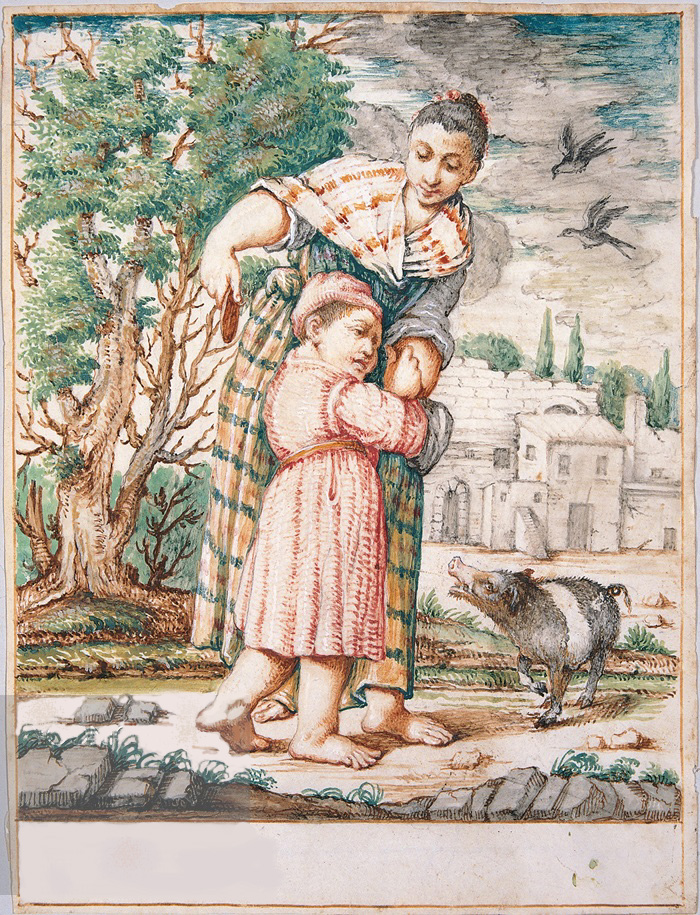
Cacasenno che viene quietato con un castagnaccio: acquerello (1736) di Giuseppe Maria Crespi

Il castagnaccio (localmente conosciuto anche come gnaccia, castignà, pattona, migliaccio, baldino, ghirighio, patòna, bòle o torta di neccio) è una torta di farina di castagne  originaria della Toscana, ormai tipica anche delle zone appenniniche di Umbria, Piemonte, Liguria, Lazio, Emilia e Romagna e alpine o di pianura (Veneto e Lombardia). Inoltre, viene preparato nell'isola di Corsica. Esiste anche una variante di castagnaccio della regione Campania.

## Descrizione
Si tratta di un piatto tipicamente autunnale che si ottiene facendo cuocere nel forno un impasto di farina di castagne, acqua, olio extravergine d'oliva, pinoli e uvetta. Varianti locali prevedono l'aggiunta di altri ingredienti, come rosmarino, scorze d'arancia, semi di finocchio, frutta secca come noci, pinoli, faggiole. Accompagnamento ideale del castagnaccio sono la ricotta o il miele di castagno, il vino novello, o i vini dolci come il vin santo.
Vi sono più nomi e ricette per i dolci fatti con farina di castagne. Ne esistono infatti almeno tre diversi tipi: una torta molto sottile (diffusa soprattutto in Lunigiana, dove viene chiamata patona o castignà a Fosdinovo), una torta più spessa (diffusa in Toscana e in particolare a Lucca, dove viene chiamata torta di neccio, a Livorno il castagnaccio, se fatto alto tre centimetri e denso, è chiamato toppone ed è considerato di qualità inferiore, e ad Arezzo dove viene chiamata "baldino") e una sorta di polenta dolce (diffusa anch'essa in Toscana e chiamata pattona). Il castagnaccio più noto popolarmente, una torta sottile, viene chiamato a Firenze "migliaccio" e "ghirighio" nella Piana Fiorentina (Campi Bisenzio, Sesto Fiorentino, ecc.), a Prato e nella Val di Bisenzio.
Il castagnaccio è un piatto "povero" nel vero senso della parola, diffusissimo un tempo nelle zone appenniniche dove le castagne erano alla base dell'alimentazione delle popolazioni contadine. Dopo un periodo di oblio, iniziato nel secondo dopoguerra e dovuto al crescente benessere, è stato riscoperto e ora è protagonista nel periodo autunnale di numerose sagre e feste. Oggi il castagnaccio è un PAT (Prodotto Agroalimentare Tradizionale) dell'Emilia-Romagna.
Secondo quanto si legge nel Commentario delle più notabili et mostruose cose d'Italia e di altri luoghi, di Ortensio Landi (Venetia, 1553) pare che l'inventore del castagnaccio sia stato un lucchese tale "Pilade da Lucca", che fu "il primo che facesse castagnazzi e di questo ne riportò loda".

## Riconoscimenti
Il castagnaccio è stato riconosciuto tra i prodotti agroalimentari tradizionali su proposta delle seguenti regioni:
- Regione Emilia-Romagna
- Regione Lazio
- Regione Liguria
- Regione Piemonte[4]
- Regione Toscana

## Galleria d'immagini

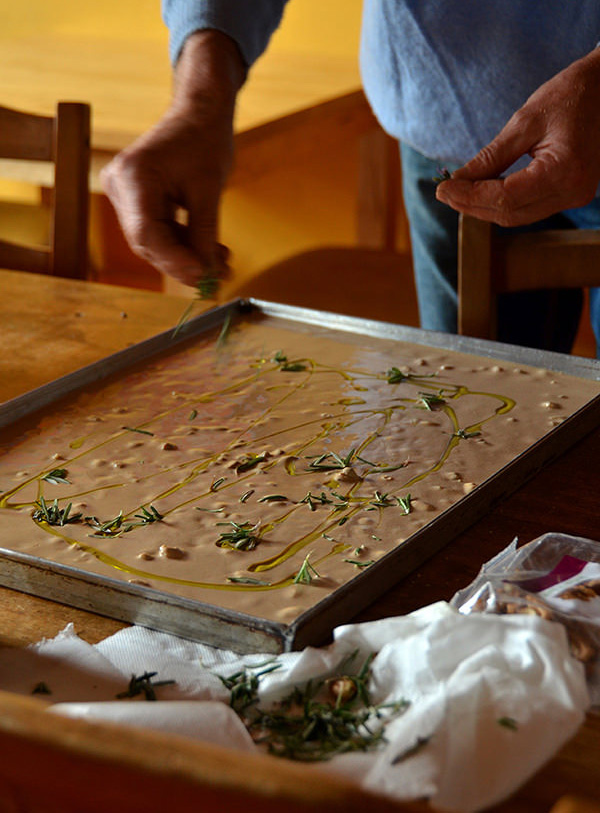
Preparazione del castagnaccio
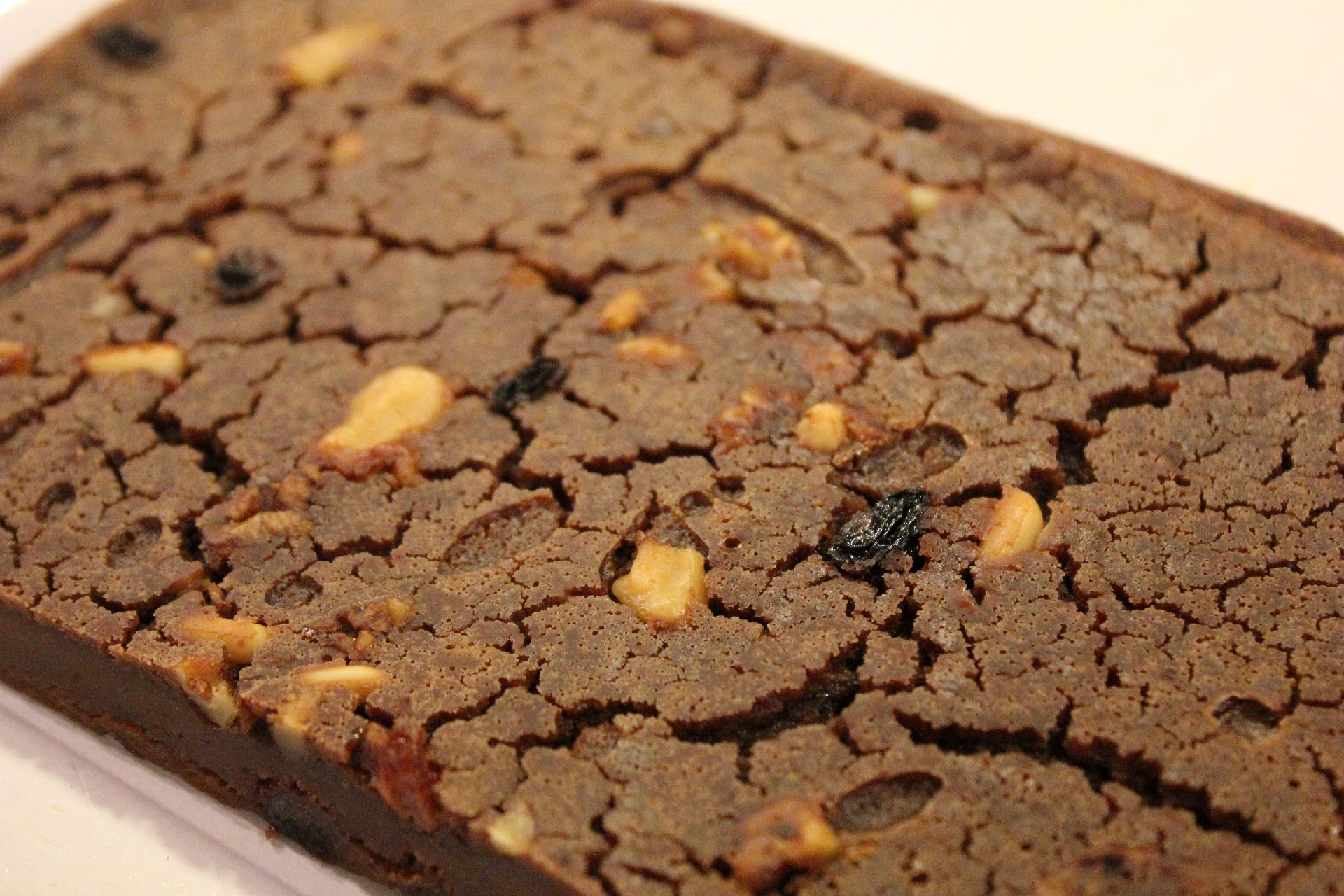
Variante con uva sultanina, pinoli e noci
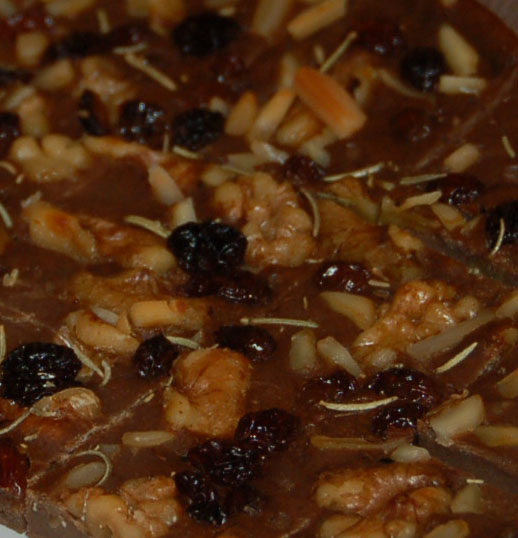
Dettaglio del migliaccio fiorentino